# Рот Фронт (фабрика)
«Рот Фронт» (бывший «Торговый дом Леновых») — шоколадно-кондитерская фабрика в Москве, в районе Замоскворечье, входит в компанию «Объединённые кондитеры».

## Ранняя история

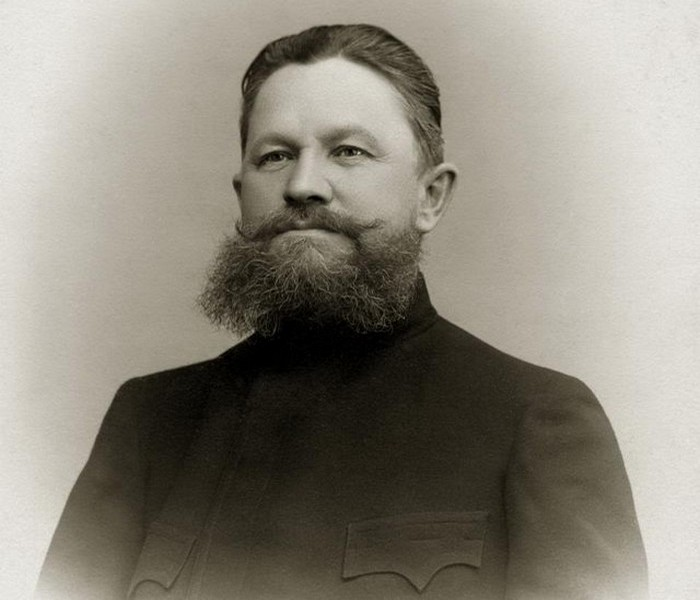
Георгий Ленов

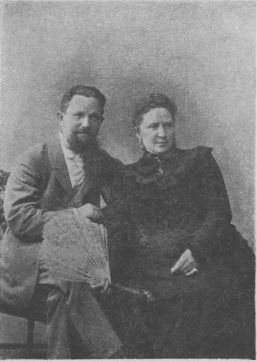
Георгий и Екатерина Леновы

Основана в 1826 году купцами Леновыми как домашняя семейная кондитерская мастерская по производству карамели. Мастерская располагалась в районе старой Москвы — в Замоскворечье, на улице Малая Болвановка (2-й Новокузнецкий переулок), рядом с церковью Спаса на Болванах (ныне — Храм Спаса Преображения на Болвановке). Основная продукция первых лет — леденцы, ежесуточно мастерская перерабатывала 5 пудов (80 килограммов) сахара. Леденцы сбывались на гуляньях, ярмарках и торгах. Постепенно производство кондитерских изделий увеличивалось. Со временем в мастерской Сергею Ленову стали помогать подросшие сыновья Григорий и Антип. В 1830 году Антип Ленов открыл собственное кондитерское заведение.
В 1886 году мастерская переходит к внуку Ленова — Георгию Антиповичу (1853—1912) и его жене Екатерине Сергеевне (1850—1916) Леновым. Начиная с этого времени семьёй постепенно скуплены ближние к «Кондитерской мастерской» владения, возведены новые производственные сооружения. К 1895 году у Леновых трудилось 68 человек. Наряду с карамелью освоено производство конфет.
В 1897 году Георгий Ленов вступил в купеческое сословие, став купцом 2-й гильдии. В 1900 году мастерская получила наименование «Торговый Дом Г. и Е. Леновы», зарегистрирована фабричная марка (логотип). На фабричной марке были изображены два изящных плодовых дерева с переплетёнными кронами, а внизу, между корней, были помещены буквы — инициалы владельцев: Г., Е., Л. (Георгий и Екатерина Леновы); изображение фабричной марки размещалось на упаковках разного вида: на этикетках, на коробках, на банках из жести, и даже просто на пакетах для продажи развесной кондитерской продукции. Вскоре Леновы открыли первый собственный магазин.
В управлении впоследствии принимал участие также их сын Николай (1885—1952) и его жена Надежда (1883—1963).
Купцы покинули страну перед революцией, а в ноябре 1918 года, по декрету Совнаркома, фабрика была национализирована.

## После 1918 года

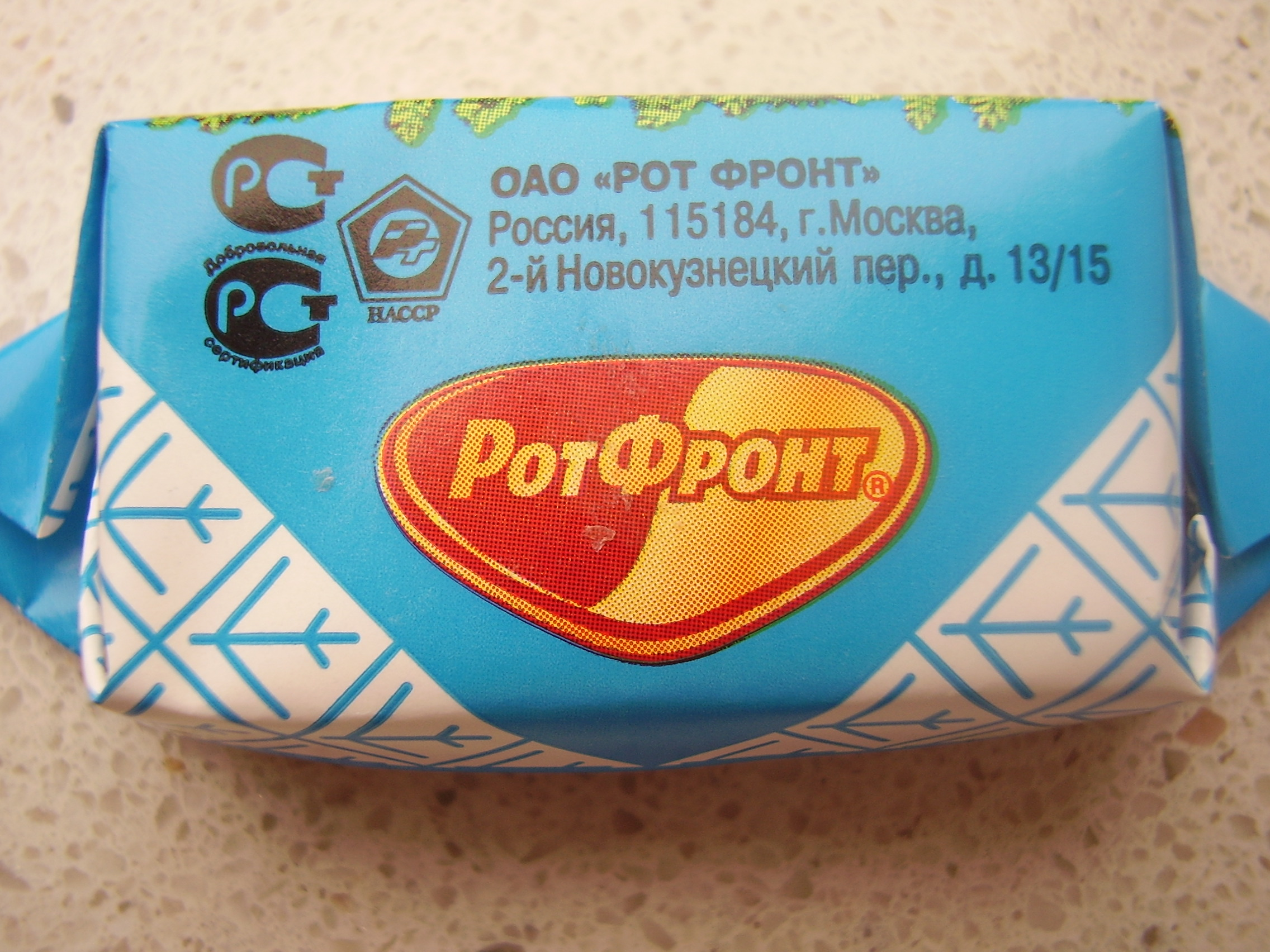
Конфеты «Мишка косолапый»

В 1931 году получила наименование «Рот Фронт» («Государственная кондитерская фабрика „Рот Фронт“ треста Моссельпром народного комиссариата снабжения») в знак солидарности с немецкими коммунистами из Союза красных фронтовиков Эрнста Тельмана, делегация которых посетила фабрику в том же году.
В 1971 году объединена с московской Кондитерской фабрикой имени Марата (до 1920 года — Паровая фабрика шоколада, какао, кофе и конфет торгового дома «Братья А. и С. Ивановы»). В 1976 году награждена Орденом Ленина. В 1980 году стала вторым (после эстонской фабрики Kalev) советским предприятием, освоившим выпуск жевательной резинки.
В 1990-е годы приватизирована, в 2002 году вошла в состав «Объединённых кондитеров» — компании, образованной на базе кондитерских активов финансово-промышленной группы «Гута». В 2014 году часть территории фабрики владельцы передали под застройку. В 2019 году владельцы арендовали земельный участок площадью 2,6 га на Мелитопольской улице для строительства нового производственного комплекса для выпуска продукции под маркой «Рот Фронт» площадью более 33 тыс. м² на 1,4 тыс. рабочих мест.